# 小行星6838
小行星6838（英語：6838 Okuda）是一颗围绕太阳公转的小行星。1995年10月30日，清水義定、浦田武在那智胜浦町发现了此天体。
这颗小行星的绝对星等为242.03181等。